# S.V. Nieuwleusen
S.V. Nieuwleusen is een Nederlands amateurvoetbalclub uit de plaats Nieuwleusen (provincie Overijssel), met meer dan 850 leden. De voetbalvereniging heeft tien herenteams, twee damesteams en vele jeugdelftallen van de JO-7 tot de JO19. Daarnaast is er 'Jong Oranje', waarbij de jongste jeugd (van 4-6 jaar) op een plezierige manier kennis kan maken met de voetbalsport. Het standaardelftal komt vanaf het seizoen 2025-2026 uit in de 1e klasse. De club speelt haar thuiswedstrijden op Sportpark 't Klaverblad.

## Geschiedenis
S.V. Nieuwleusen is in 1957 opgericht, nadat er in het dorp behoefte ontstond aan zaterdagvoetbal. In het voorjaar van 1957 werden de eerste plannen gemaakt voor een nieuwe voetbalclub op de Landbouwvereniging te Nieuwleusen waar de heer K. Kouwen destijds directeur was. Men probeerde eerst nog om een zaterdagafdeling onder te brengen bij USV Nieuwleusen. Maar daartegen bestonden onoverkomelijke bezwaren van de kant van USV Nieuwleusen.
Tijdens een vergadering in een café in Nieuwleusen, nu bekend als De Deel, werd een club opgericht onder de naam 'Sportlust' met zowel een voetbal- als een korfbal afdeling, en werd de heer K. Kouwen benoemd als eerste voorzitter. De korfbalvereniging kon om verschillende redenen niet lang voortbestaan, en al snel werd er alleen nog voetbal beoefend. Toen de club later wilde deelnemen aan de aan de competities van de KNVB, kreeg voorzitter Kouwen van de KNVB te horen dat de naam 'Sportlust' al bekend was, waarop Kouwen de naam S.V. Nieuwleusen doorgaf. Na de oprichting ontwierp men een vlag in de kleuren geel en zwart, maar die kleuren bleken later niet op voorraad bij de drukker. Daarop werd het ontwerp aangepast naar de kleuren oranje-zwart.
In 1958 speelden de 'oranjehemden' hun eerste competitiewedstrijd, die met 3-2 werd gewonnen van VV Avereest. De zoon van toenmalig voorzitter Kouwen maakte in die wedstrijd het eerste doelpunt in de geschiedenis van de club.

## Standaardelftal
Het standaardelftal van S.V. Nieuwleusen speelde geruime tijd in de 3e klasse, met af en toe een uitstapje naar de 2e klasse en een eenmalige terugval naar de 4e klasse. Zo promoveerde het team na het seizoen 2016-2017 naar de 2e klasse, door in een zinderende finale van de nacompetitie over twee wedstrijden de Knickerbockers te verslaan (4-3). Het jaar erop degradeerde de ploeg echter gelijk weer naar de 3e klasse.
Dat duurde tot het seizoen 2021/2022, toen de ploeg met grote overmacht kampioen werd van de 3e klasse. In dat kampioensjaar won het elftal maar liefst 25 van de 26 competitie wedstrijden. En met 11 tegendoelpunten beschikte de ploeg dat jaar verhoudingsgewijs ook over de minst gepasseerde defensie van Nederland, in de zaterdag competities voor standaardelftallen.
Als promovendus eindigden de oranjehemden het seizoen erop knap als 3e en veroverde het ook de derde periodetitel. In de nacompetitie om promotie naar de 1e klasse verloor de ploeg met stevige cijfers van Dos Kampen (4-1). Het jaar erop eindigde de ploeg als tweede, na een spannende titelstrijd met v.v. ATC. S.V. Nieuwleusen schopte het toen tot de finale van de nacompetitie, waarin het opnieuw werd afgetroefd door Dos Kampen (1-2). Na respectievelijk een derde en tweede notering op rij, was het in het seizoen 2024-2025 wel raak voor S.V. Nieuwleusen. Na een 0-2 zege op v.v. Hoogezand in de allerlaatste speelronde van de competitie, kroonde ploeg zich tot kampioen van de 2e klasse en promoveert het voor het eerst in haar geschiedenis naar de 1e klasse.

### Erelijst
Kampioenschap in de 2e klasse (regio Noord): 2025 
Kampioenschap in de 3e klasse (regio Oost): 2000, 2011, 2022 
Kampioenschap in de 4e klasse (regio Oost): 2009 
Kampioenschap in de 1e klasse (afd. Zwolle):1986, 1995
Kampioenschap in de 2e klasse (afd. Zwolle): 1979
Kampioenschap in de 3e klasse (afd. Zwolle): 1974

## Complex
S.V. Nieuwleusen speelt haar thuiswedstrijden op Sportpark 't Klaverblad, welke locatie wordt gedeeld met Korfbalvereniging d'Ommerdieck. De vereniging beschikt over vijf voetbalvelden, waarvan er vier op het eigen complex liggen. Twee velden daarvan beschikken over natuurgras, waaronder het hoofdveld. De kunstgrasvelden zijn in 2023 vernieuwd, en beschikken sindsdien over een duurzame vulling met kurk en gemalen olijfpitten. Het vijfde veld wordt gedeeld met- en ligt op het complex van de naastgelegen zondagvereniging USV. Alle velden beschikken sinds 2022 over LED verlichting.
In 2019 opende S.V. Nieuwleusen haar nieuwe clubhuis. De bouw ervan duurde drie jaar, en is voor een groot deel tot stand gekomen door de inzet van vrijwilligers en bijdragen van leden en sponsoren. Het clubhuis beschikt over een warmtepomp en er liggen 256 zonnepanelen op het dak. In 2023 zijn de verwarmingsinstallatie en de warmwatervoorziening  voor de kleedkamers en vergaderruimtes vervangen door een meer duurzame variant. En in 2024 zijn er nog 76 extra panelen om die installaties van elektriciteit te voorzien. Sindsdien is het sportpark volledig duurzaam en energieneutraal.

## Competitieresultaten 1987–2025
| 3 4D |

| 8 4D |

| 2 4D |

| 4 4C |

| 2 4C |

| 8 4C |

| 10 4C |

|  |

|  |

| 8 4C |

| 8 3C |

| 5 3C |

| 8 3C |

| 1 3C |

| 6 2J |

| 11 2J |

| 3 3C |

| 5 3C |

| 8 3C |

| 3 3C |

| 4 3C |

| 11 3C |

| 1 4C |

| 3 3C |

| 1 3C |

| 8 2H |

| 14 2H |

| 8 3C |

| 5 3C |

| 5 3C |

| 2 3D |

| 14 2J |

| 3 3D |

| 3 3D |

| 1 3D |

| 1 3D |

| 3 2J |

| 2 2I |

| 1 2I |

| ? |

- De seizoenen 2019-2020 en 2020-2021 werden vanwege de coronapandemie na respectievelijk 17 en 4 wedstrijden afgebroken. Om die reden was de promotieregeling niet van toepassing.

| Eerste klasse | Tweede klasse | Derde klasse | Vierde klasse |

In elke staaf van de grafiek staat van boven naar beneden vermeld: 
- Eindnotering

Dit is de positie die de club heeft bereikt in de competitie, zonder eventuele beslissings-, play-off- of nacompetitiewedstrijden die nodig zijn geweest om bijvoorbeeld de kampioen van de competitie te bepalen.
Indien een * achter het getal staat is de notering een tussenstand en kan het zijn dat de notering niet overeenkomt met de uiteindelijke eindstand van de competitie.
Staat er een - dan is het seizoen nog bezig en is er geen definitieve uitslag bekend.
Staat er xx op de positie van de notering, dan heeft de club vroegtijdig de competitie verlaten. Dit kan onder andere komen door terugtrekking van het team, faillissement van de club of door een uitgedeelde straf van de KNVB. In veel gevallen staat elders in het artikel de reden vermeld.
Staat er een ? dan is het resultaat uit het verleden onbekend, en is alleen de competitie of het niveau bekend van dat seizoen.
In de seizoenen 2019/20 en 2020/21 werd wegens de coronacrisis het amateurvoetbal afgebroken. Daardoor kennen deze staven geen eindklassering (middels -- weergegeven).
- Competitieniveau en afdelingsletter of Officiële eindstand Eredivisie
  - Competitieniveau en afdelingsletter

Hierbij geeft het getal het niveau weer, dat ook terug te vinden is in de legenda. De letter is de afdelingsaanduiding en wordt gebruikt wanneer er meer afdelingen zijn op hetzelfde niveau. De afdelingsletter is altijd een hoofdletter en wordt meestal zonder nummer gebruikt.
Voorbeeld: 2F is niveau 2e klasse competitie F.
Het competitieniveau en nummer wordt niet vermeld wanneer er slechts één competitie van dit niveau was.
  - Officiële eindstand Eredivisie (getal staat tussen haakjes vermeld)

Sinds de introductie van play-offwedstrijden voor Europees voetbal na afloop van de reguliere competitie in 2005/06, is de KNVB verplicht een eindstand van de Eredivisie door te geven aan de UEFA aan de hand van deze play-offwedstrijden.
Bij deze eindstand staan clubs die zich hebben gekwalificeerd voor Europees voetbal hoger dan clubs die zich niet wisten te kwalificeren. Indien er geen verschil was tussen de eindnotering en de officiële eindstand, staat dit getal niet vermeld.

- Onderafdeling

Hier staat afgekort de naam van de onderafdeling indien de club in dat jaar in een onderafdeling uitkwam. Tevens staat deze afkorting in de legenda en wordt gelinkt naar het artikel over deze onderafdeling. Deze afkorting wordt alleen vermeld wanneer de club in het verleden in verschillende onderafdelingen heeft gespeeld. Deze vermelding is in de staaf altijd in kleine letters. Deze onderafdelingen zijn na het seizoen 1995/96 afgeschaft. Heeft de club in slechts één onderafdeling gespeeld, dan is dit alleen terug te vinden in de legenda.
Onder de staaf staat het jaartal vermeld waarin het seizoen is afgesloten. 15 verwijst naar het seizoen 2014/15 of eventueel het seizoen 1914/15.
Wanneer een staaf leeg is, zijn deze gegevens niet bekend. Het kan ook zijn dat de club dat seizoen niet heeft meegespeeld op het hogere amateurniveau, vroegtijdig de competitie heeft verlaten of uit de competitie is gezet.

In het seizoen 1944/45 was er wegens de Tweede Wereldoorlog geen regulier competitievoetbal.